# Lutèce (revue)
Lutèce est une revue politique et littéraire. Elle a paru sous le nom de La Nouvelle Rive gauche du 9 novembre 1882 au 30 mars 1883, puis sous celui de Lutèce à partir du 6 avril 1883. Elle fut fondée par Léo Trézénik (pseudonyme de Léon Épinette) et Georges Rall. Elle a repris le programme de La Rive gauche, fondée en 1864 par A. Cournet et R. Luzarche, et à laquelle collaborèrent Rogeard, Flourens et Longuet, qui fut interdite en 1866.
Son premier éditorial précise : « Le groupe socialiste de la jeunesse des Écoles nous trouvera toujours disposés à faire part à nos lecteurs des communications qu'il voudra bien nous faire. » Hebdomadaire, la revue paraissait le jeudi sur quatre pages.
Lutèce disparaîtra en octobre 1886 : « Madame Lutèce vient de rendre le dernier soupir. Elle fut jadis puissante et belle ; elle ne se vendit peut-être jamais guère, mais elle aura l'éternelle gloire de s'être donnée tout entière aux poètes de l'école nouvelle. Ceux dont la presse clame le nom à cette heure ont écrit pour elle leurs meilleurs vers et aussi les pires. Le berceau du symbolisme et de la décadence fut son lit. Le fondateur, M. Trézénik, a eu la nostalgie des pommiers normands et peut-être l'écœurement du journalisme »

## Collaborateurs
- Auguste Vacquerie
- Léon Cladel

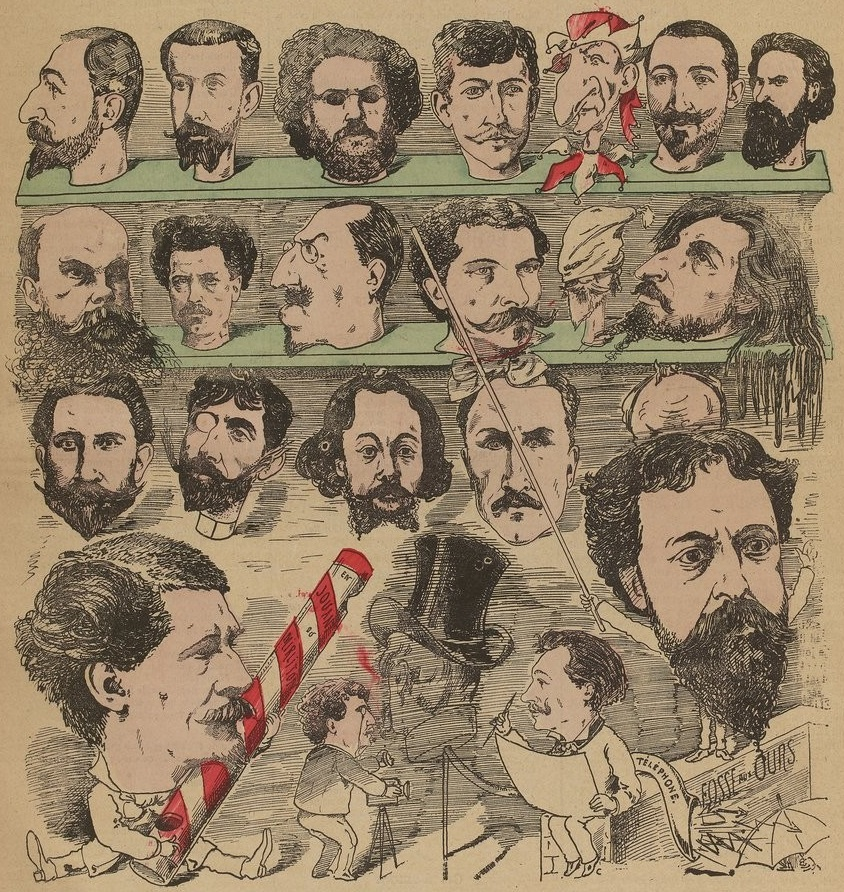
« Les victimes du devoir », caricature par Émile Cohl des rédacteurs et collaborateurs de Lutèce parue dans le numéro du 15 juin 1884 (reproduite dans La Nouvelle Lune du 8 avril 1888).

- Willy (sous le pseudonyme de Henri Maugis)
- Paul Verlaine
- Maurice Rollinat
- Jean Moréas
- Jules Laforgue
- Laurent Tailhade
- Paul Adam
- Jules Vallès
- Edgar Quinet
- Paul Meurice
- Charles Morice
- Henri de Régnier
- Louis Dumur

## Source
Noël Richard, À l'aube du symbolisme, Nizet, 1961, p. 62 sqq

## Note
1. ↑  Léo d'Orfer, « Notes de quinzaine », Scapin, n° 3, 16 octobre 1886